# Бар (заклад)
Бар — заклад громадського харчування, що спеціалізується на продажі напоїв, найчастіше — алкогольних, які споживаються на місці (тобто, у приміщенні самого бару). Назва походить від англ. bar, що означає «брус», а також «стійка», тобто прилавок, на якому продаються напої і виставляються склянки. Формально, за інтер'єром, режимом роботи тощо, бар найбільше нагадує ресторан чи кафе, чиє меню складається в основному (але не тільки) з алкогольних напоїв. Залежно від головних алкогольних напоїв, що продаються в барах, культури їх споживання, місця розташування, країни тощо, існує багато видів барів: паби, пивниці, рюмочні, чарочні; синоніми — салон, таверна тощо. У деяких культурах барів немає чи вони не поширені — наприклад, у багатьох ісламських країнах через релігійну заборону на вживання алкоголю, у Китаї через те, що за тамтешніми уявленнями заклад громадського харчування без власне їжі неможливий.
Поділяються за:
- видом напоїв та страв — пивний, винний, суші, снек, ойстер-бар (устричний), джус (соковий), салад, сандей (морозиво), молочний, кисневий[прояснити], кафе-бар (еспресо-бар);
- розважальною програмою — блюз-бар, комеді-бар, денс-бар (має діджея та дискотеку), мюзік-бар із живою музикою, караоке-бар, сальса-бар для латиноамериканських танців, спорт-бар із великим телеекраном для перегляду змагань, тікі-бар, оформлений у полінезійському стилі, льодовий айс-бар, бікіні-бар (частіше пляжний або в аквапарках), та бари еротичного характеру (аналог стрип-клубу) — ньюді-бар, топлес-бар, де є офіціантки або танцівниці з оголеними грудьми, гоу-гоу-бар, де є танцівниці гоу-гоу, танець на пілоні.